# Lindsey Stirling (альбом)
Lindsey Stirling — дебютный студийный альбом скрипачки и звезды YouTube Линдси Стирлинг. Альбом был записан в течение двух лет после её появления в шоу America's Got Talent и вышел в свет в сентябре 2012 года. Несмотря на то, что Линдси известна в основном кавер-версиями известных музыкальных композиций, в альбом входят исключительно оригинальные произведения, написанные и исполненные самой скрипачкой. Альбом занял 81-е место в топ 200 журнала Billboard, в то же время завоёвывая чарты Billboard танцевальной, электронной и классической музыки в США. За пределами Штатов альбом также достиг позиций в первых пятёрках чартов Германии и Австралии.

## Содержание альбома
| №   | Название                 | Длительность |
| --- | ------------------------ | ------------ |
| 1.  | «Electric Daisy Violin»  | 3:15         |
| 2.  | «Zi-Zi's Journey»        | 3:16         |
| 3.  | «Crystallize»            | 4:18         |
| 4.  | «Song of the Caged Bird» | 3:05         |
| 5.  | «Moon Trance»            | 3:55         |
| 6.  | «Minimal Beat»           | 3:35         |
| 7.  | «Transcendence»          | 3:45         |
| 8.  | «Elements»               | 4:07         |
| 9.  | «Shadows»                | 3:43         |
| 10. | «Spontaneous Me»         | 3:29         |
| 11. | «Anti Gravity»           | 3:56         |
| 12. | «Stars Align»            | 4:47         |

4, 7 и 10 треки ранее так же выходили в мини-альбоме Линдси Lindsey Stomp в 2010 году. Треки 1, 3 и 9 были выпущены в качестве синглов в 2011, 2012 и 2013 соответственно.

## Участники записи
В создании альбома принимали участие следующие люди:
- Линдси Стирлинг — скрипка, вокал, исполнительный продюсер
- AFSHeeN — продюсер (2)
- Creative Regime — обложка
- FIXYN — продюсер (5)
- Marko G — продюсер (1, 3, 4, 6-11)
- Devin Graham — фотограф
- Scott Jarvie — фотограф
- Poet Name Life — продюсер (12)
- Ryan Wyler — исполнительный продюсер

## Чарты
| Название (2012-13)              | Лучшая позиция |
| ------------------------------- | -------------- |
| Austrian Albums Chart           | 1              |
| Belgian Albums Chart (Flanders) | 121            |
| Belgian Albums Chart (Wallonia) | 147            |
| German Albums Chart             | 4              |
| Swiss Albums Chart              | 13             |
| US Billboard 200                | 23             |
| US Classical Albums             | 1              |
| US Dance/Electronic Albums      | 1              |
| US Independent Albums           | 2              |

| Название (2012)     | Позиция |
| ------------------- | ------- |
| US Classical Albums | 17      |

## Видеоклипы
| Название                 | Год  | Режиссёр(ы)                   | Примечание |
| ------------------------ | ---- | ----------------------------- | --- |
| «Spontaneous Me»         | 2011 | Devin Graham                  | Сокращённая версия |
| «Transcendence»          | 2011 | Nathan D. Lee                 | Роль компьютерщика исполнил Dalton Skinner                                                                                    |
| «Electric Daisy Violin»  | 2011 | Devin Graham                  | Хореография поставлена Natalie Vilos                                                                                          |
| «Shadows»                | 2012 | Lindsey Stirling Devin Graham | |
| «Crystallize»            | 2012 | Lindsey Stirling Devin Graham | Снималось в Ледяном Замке (Сильверторн, Колорадо)                                                                             |
| «Elements»               | 2012 | Lindsey Stirling Devin Graham | Гримёры: Laura Watkin (вода), Joanna Bishop (огонь), Alexandria Murillo (ветер)                                               |
| «Moon Trance»            | 2012 | Nathan D. Lee                 | При участии членов группы Линдси Jason Gaviati и Drew Steen. Гримёры: Dale Flink, Joanna Bishop, Shiloh White, Emily Jacobsen |
| «Song of the Caged Bird» | 2012 | Nathan D. Lee                 | Художник-постановщик: Erin Rowley Светооператор: Brandon Moss                                                                 |